# Systémový konektor počítačů Sinclair ZX Spectrum

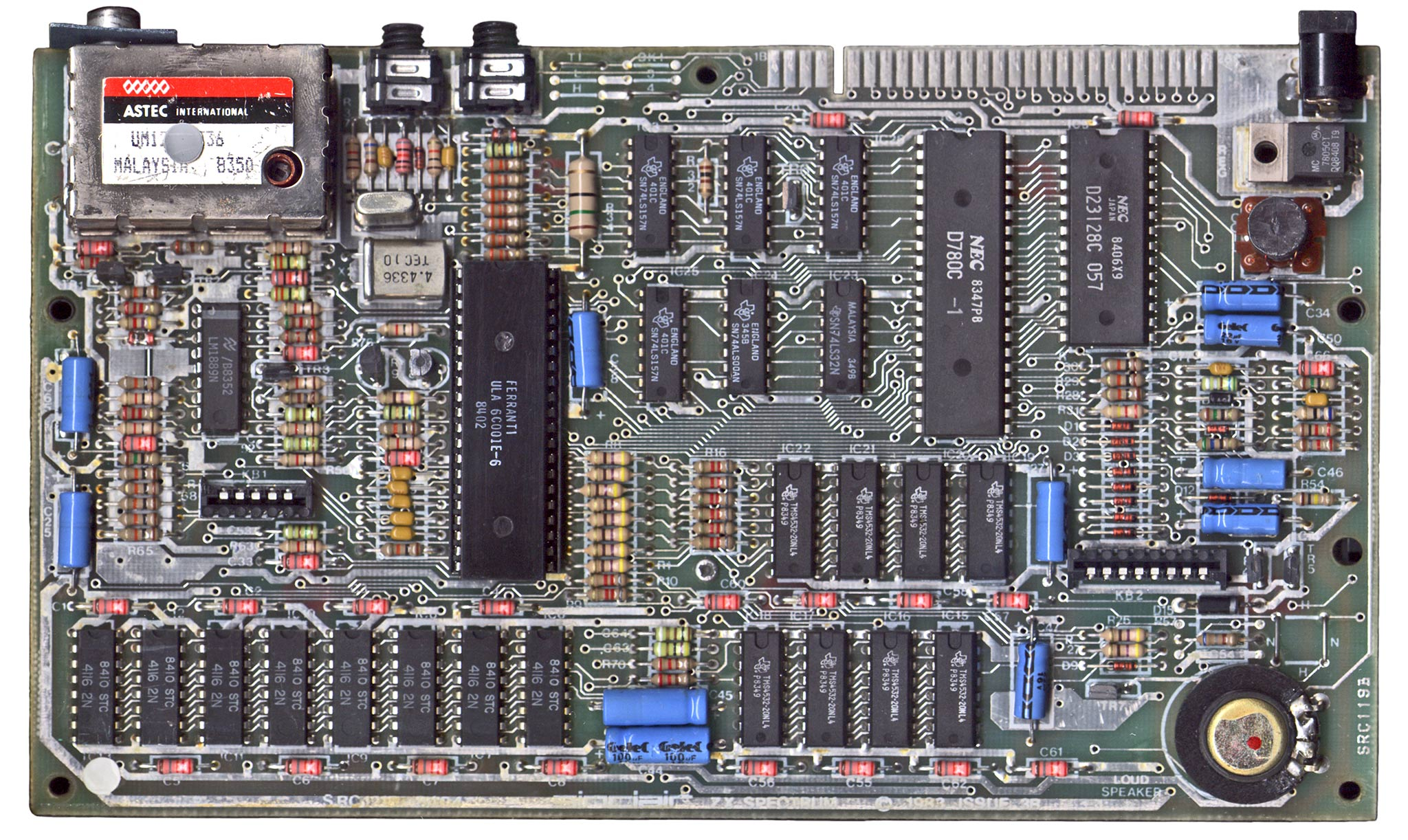
Systémový konektor v pravé polovině horního okraje základní desky (pod odmontovaným chladičem)

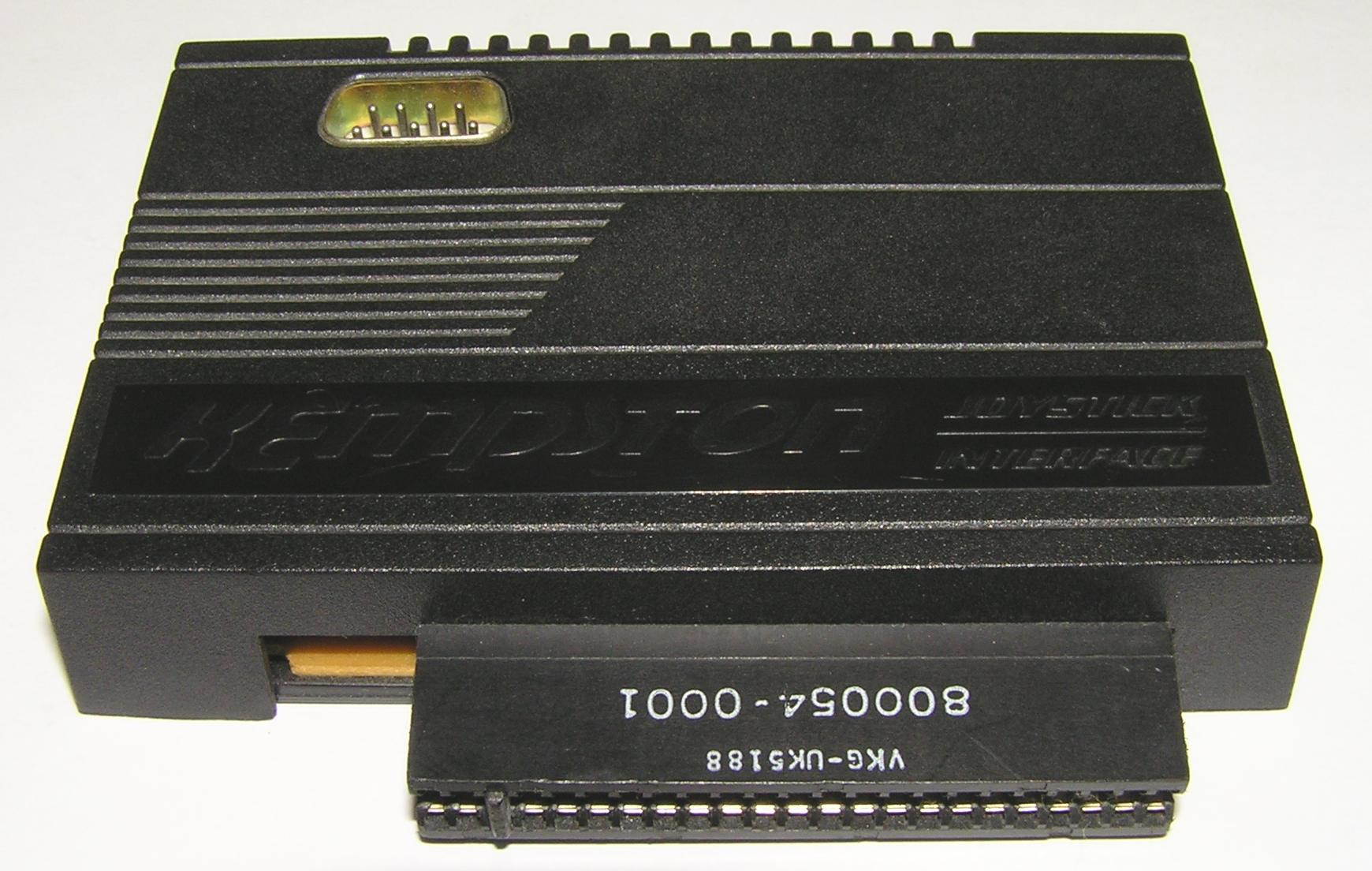
Interface pro připojení Kempston joysticku, vpředu konektor sběrnice

Systémový konektor ZX Spectra, též konektor rozšíření sběrnice (Bus Expansion Conector), je konektor na zadní straně osmibitového počítače Sinclair ZX Spectrum a kompatibilních. Je určen k připojování periférií k počítači, resp. k připojení rozhraní zvaného interface, prostřednictvím kterého se periferie připojují.
Konektor je tvořen kontakty na obou stranách okraje základní desky počítače a v zadní straně skříně počítače je obdélný otvor. Interface má vyčnívající část se štěrbinou s kontakty, která se zarovná dle zářezu v základní desce a nasune na kontakty. Tento typ konektoru se obvykle používá opačně: část se štěrbinou zvaná slot je na základní desce a zasouvají se do ní rozšiřující desky, např. karty se sběrnicí PCI nebo paměťové moduly.
Tento systém byl použit už u prvního Sinclairova počítače ZX80.

## Funkce konektoru
K ZX Spectru je možné přímo připojit jen televizor a magnetofon (nebo jiné audio zařízení, např. mp3 přehrávač, případně i jinou jednolinkovou periférii). K připojení ostatních periferií jako je joystick nebo tiskárna je třeba rozhraní (interface), které zprostředkovává komunikaci mezi portem zařízení a vnitřním systémem počítače. Typickým příkladem je interface s čipem Intel 8285, který poskytuje 3 × 8 linek (tři osmibitové paralelní porty).
Výhodou vyvedení sběrnice je, že poskytuje širší možnosti než jen připojení vstupně výstupních zařízení, včetně vnějšího přístupu dovnitř systému. Je tak možné například rozšířit vnitřní paměť počítače nebo přestránkovat vnější paměť ROM místo vnitřní ROM s Basicem. To využívají řadiče disketových jednotek pro zpřístupnění vlastní ROM s obslužným softwarem.

## Popis konektoru
Konektor je dvoustranný, na každé straně má 28 pinů. Horní strana je označována jako strana A, spodní strana jako strana B, piny jsou číslovány zprava doleva. Pin 28B je pod pinem 28A, pin 1B je pod pinem 1A. Místo pinů 5A a 5B je v konektoru výřez pro klíč, který slouží pro zajištění správného umístění protikusu.
|   | 28  | 27  | 26     | 25    | 24 | 23      | 22   | 21   | 20    | 19    | 18 | 17   | 16   | 15    | 14  | 13     | 12 | 11 | 10 | 9  | 8   | 7   | 6   | 5              | 4   | 3   | 2   | 1   |
| A |     | A10 | A8     | RFSH  | M1 | +12V UN | +12V | WAIT | -5V   | WR    | RD | IORQ | MREQ | HALT  | NMI | INT    | D4 | D3 | D5 | D6 | D2  | D1  | D0  | výřez pro klíč |     | D7  | A13 | A15 |
| B | A11 | A9  | BUSACK | ROMCS | A4 | A5      | A6   | A7   | RESET | BUSRQ | U  | V    | Y    | VIDEO | GND | IORQGE | A3 | A2 | A1 | A0 | CLK | GND | GND | výřez pro klíč | +9V | +5V | A12 | A14 |

- A0 - A15 - bity adresové sběrnice procesoru, je možné je použít k výběru vnějších zařízení, po využití signálu BUSRQ je možné je použít i pro vstup do ZX Spectra z vnějších zařízení,[2]
- D0 - D7 - bity datové sběrnice procesoru,
- RD - signál probíhajícího čtení dat,
- WR - signál probíhajícího zápisu dat,
- M1 - signál probíjacího čtení instrukčního kódu,
- RFSH - signál probíhajícího obnovování dynamické paměti RAM,
- IORQ - signál probíhajícího přístupu ke vstupně/výstupnímu zařízení,
- MREQ - signál probíhajícího přístupu k paměti,
- IORQGE - signál probíhajícího přístupu k ULe,
- INT - aktivace maskovatelného přerušení,
- NMI - aktivace nemaskovatelného přerušení,
- ROMCS - signál přístupu k paměti ROM,
- RESET
- BUSRQ - žádost procesoru o jeho odpojení od sběrnice,
- BUSACK - potvrzení procesoru, že je odpojen od sběrnice,
- WAIT
- U - videosignál
- V - videosignál
- Y - videosignál
- VIDEO - videosignál
- CLK - hodinový signál procesoru,
- GND
- +5V - napětí +5 V,
- -5V - napětí -5 V,
- +12V - napětí +12 V,
- +12V UN - napětí 12 V, nevyhlazené,
- +9V - napětí +9 V,
- šedé podbarvení - pin bez připojení, případně není pin.

## Konektory kompatibilních počítačů
|                     |   | 28    | 27  | 26     | 25   | 24 | 23   | 22   | 21   | 20    | 19    | 18       | 17      | 16      | 15      | 14  | 13  | 12 | 11 | 10 | 9  | 8   | 7   | 6   | 5              | 4       | 3   | 2   | 1   |
| ZX Spectrum +2A, +3 | A | RESET | A10 | A8     | RFSH | M1 | -12V | +12V | WAIT |       | WR    | RD       | IORQ    | MREQ    | HALT    | NMI | INT | D4 | D3 | D5 | D6 | D2  | D1  | D0  | výřez pro klíč | ROM1 OE | D7  | A13 | A15 |
| ZX Spectrum +2A, +3 | B | A11   | A9  | BUSACK |      | A4 | A5   | A6   | A7   | RESET | BUSRQ | MOTOR ON | DISK WR | DISK RD | ROM2 OE | GND |     | A3 | A2 | A1 | A0 | CLK | GND | GND | výřez pro klíč |         | +5V | A12 | A14 |

- DISK WR - zápis na disketu
- DISK RD - čtení z diskety
- MOTOR ON - zapnutí motoru disketové mechaniky
- ROM1 OE - signál přístupu k paměti ROM1, může být použitý k blokování přístupu k ROM1 podobně jako signál ROMCS u předcházejících modelů,[4]
- ROM2 OE - signál přístupu k paměti ROM2 - může být použit k blokování přístupu k ROM2